# Радечниця
Радечниця (або Родечниця, пол. Radecznica) — село в Польщі, у гміні Радечниця Замойського повіту Люблінського воєводства. Населення — 903 особи (2011).

## Історія
У XIX—XX століттях в селі діяла церква східного обряду.
У міжвоєнні 1918—1939 роки польська влада в рамках великої акції закриття та руйнування українських храмів на Холмщині і Підляшші перетворила місцеву православну церкву на римо-католицький костел.
У 1975-1998 роках село належало до Замойського воєводства.

## Населення
Демографічна структура станом на 31 березня 2011 року:
|          | Загалом | Допрацездатний вік | Працездатний вік | Постпрацездатний вік |
| -------- | ------- | ------------------ | ---------------- | -------------------- |
| Чоловіки | 443     | 52                 | 327              | 64                   |
| Жінки    | 460     | 61                 | 261              | 138                  |
| Разом    | 903     | 113                | 588              | 202                  |